# Црква Светог Николе у Видровцу
Црква Светог Николе у Видровцу, насељеном месту на територији општине Неготин, припада Епархији тимочкој Српске православне цркве.

## Изградња
Црква Светог Николе у Видровцу саграђена је 1906. године у српско–византијском стилу. Освештао ју је епископ тимочки Мелентије 7. октобра 1907. Пројекат овог храма дело је Светозара Ивачковића, а цркву је саградио зидар Трандафило Гроздановић.

## Архитектура
Црква је једнобродна са припратом, наосом и апсидом, споља тространом а изнутра полукружном. Саграђена је од тесаног камена и није омалтерисана. Почива на каменом темељу па се порталима приступа са два степеника. Западни портал је једноставан, са дрвеним двокрилним вратима.  Првобитно се одступило од пројекта по жељи црквене општине, а по одобрењу министра грађевине, јер је црквена општина желела да се са јужне стране отворе врата у замену за прозор, што је и учињено, али је бочни портал отворен на северној страни. Црква је покривена двосливним кровом прекривеним црепом. Кровна конструкција је тростепено решена чиме се јасно издвајају простори припрате, наоса и олтарског травеја. Олтарска ниша покривена је полуконусним кровом.

## Иконостас
Иконе на иконостасу, чија је иконостасна преграда према записима дело двојице Вражогрнаца, осликане су по академским концепцијама црквеног сликарства. На царским дверима доминира представа Благовести, са јужне стране је Богородица, а са северне Свети архангел Гаврило. Престони ред сачињен је од икона Богородице са Христом и Христа Сведржитеља, распоређених северно и јужно од царских двери. На северним бочним дверима је икона Светог архангела Михаила, а на јужним је Свети архиђакон Стефан. Изнад царских двери је приказ Тајне вечере, док је изнад северних Свети Никола. На јужној страни је икона светог ратника, Ђорђа или Димитрија, а у следећем реду празничне иконе, Сретење, Света Тројица, Васкрсење Христово и Успење Богородице. У цркви се налази архијерејски трон са иконом Светог Саве.

## Ризница
Међу иконама Цркве Светог Николе у Видровцу истиче се хаџијски Јерусалим који је са поклоњења Светом гробу донео Хаџи Милоје 1858. У цркви се налази и неколико икона са приложничким натписима као што су целивајуће иконе Светог архангела Михаила, Васкрсења, Светог Василија Великог поклоњене храму 1907. године, иконе Рођења Христовог, Крштења Господњег и Светог Трифуна, коју је на лиму 1890. радио Ватрослав Бековић и представа Светог пророка Илије, коју је штампала књижара Томе Јовановића и Вујића, поклоњене 1947. Међу богослужбеним књигама издваја се Октоих, односно Осмогласник из 1868. године, Служба Константину и Методију, штампана у Београду 1862. године, Минеј из 1860. који је штампан у московској Синодалној типографији као и Службеник штампан 1838. у Београду. Међу књигама је и Требник из 1926. који је у Сремским Карловцима штампала Српска манастирска типографија.